# Iwanuma
Iwanuma (japanisch 岩沼市, -shi) ist eine Stadt in der Präfektur Miyagi auf Honshū, der Hauptinsel von Japan.

## Geographie
Iwanuma liegt nördlich von Fukushima und südlich von Sendai in der Sendai-Ebene, einem tief gelegenen Reisanbaugebiet an der pazifischen Küste.
Iwanuma verfügt über eine 10 km lange Küstenlinie zwischen dem Flughafen Sendai im Norden als Verbindungspunkt zur Tōhoku-Region und dem Fluss Abukuma im Süden. Etwas landeinwärts der Küste verläuft der Teizan-Kanal (貞山運河 Teizan-unga) den der mächtige Daimyō Date Masamune im 16. Jahrhundert als Transportkanal hatte ausheben lassen. In der gleichen Zeit, in die der Bau des Teizankanals fiel, wurde der Wald in der Küstenregion angepflanzt, um die küstennah gelegenen Dörfer vor starkem Wind zu schützen und die vom Strand eingewehte Sandmenge zu verringern. Der Wald an den Berghängen bietet hingegen Schutz vor Erosion. Isolierte Gruppen von Häusern, die von einem kleinen Wäldchen innerhalb eines Gebiets von Reisfeldern umgeben sind, werden im Sendai-Dialekt mit dem Ausdruck Igune bezeichnet.
Der Abukuma bildet die südliche Gemeindegrenze zum benachbarten Watari.

## Tōhoku-Erdbeben und -Tsunami 2011

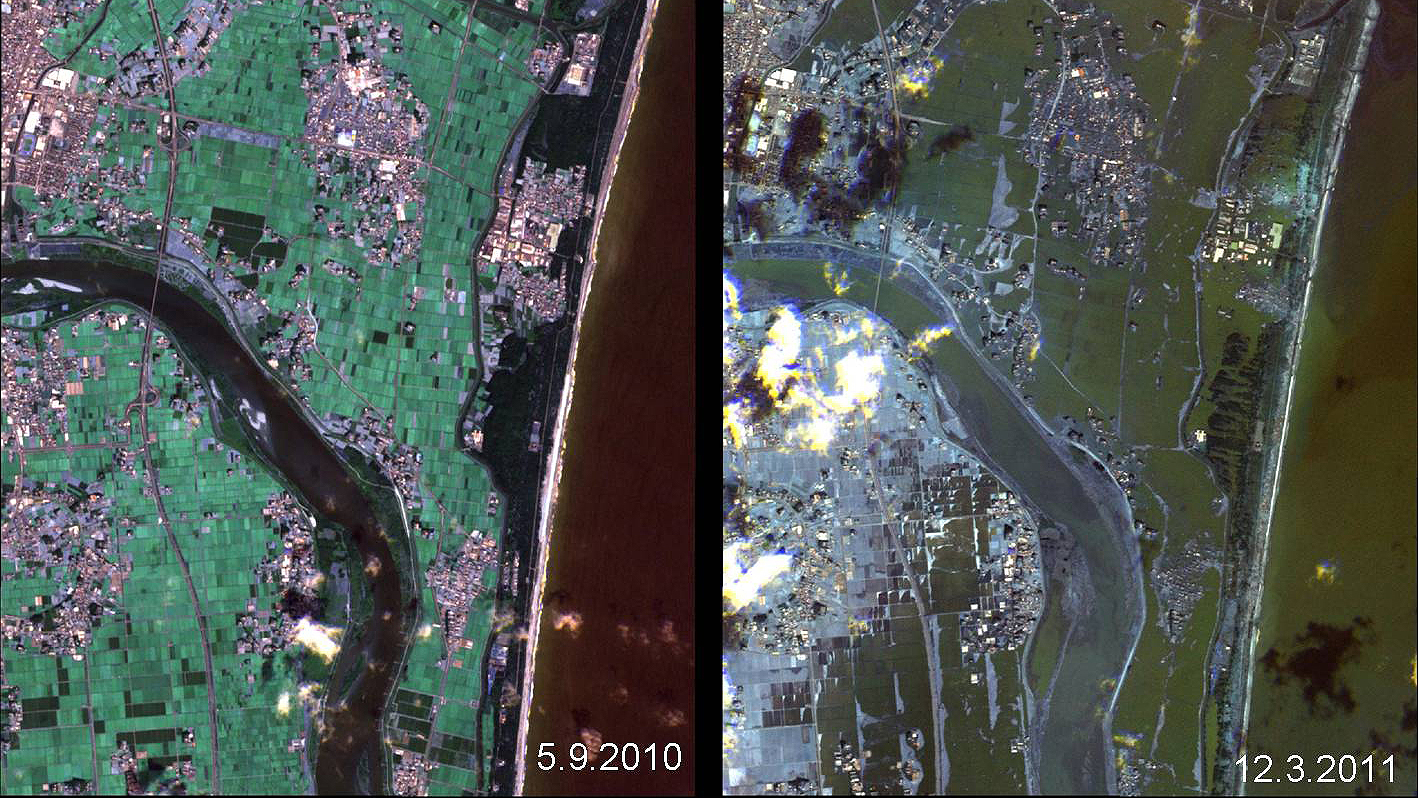
Küstenabschnitt von Iwanuma vor (links) und nach (rechts) dem vom Tōhoku-Erdbeben am 11. März 2011 ausgelösten Tsunami (Satellitenaufnahmen vom 5. September 2010 und 12. März 2011)

### Ausmaß von Überflutung und Schäden
Am 11. März 2011 wurde die Stadt vom Tōhoku-Erdbeben und dem darauffolgenden, sehr starken Tsunami getroffen. Der Tsunami, dessen Epizentrum etwa 80 km östlich der Stadt lag, traf die Ebenen von Iwanuma unmittelbar nach dem Erdbeben, dehnte sich 5 km landeinwärts aus und strömte über den Fluss Abukuma sogar noch weiter ungehindert landeinwärts. 48 % des Landes wurden in Iwanuma überflutet.
736 Wohngebäude wurden völlig und 1.606 teilweise zerstört. Weitere 3.086 Wohngebäude erlitten Schäden.
Im als Bezirk Tamaura (玉浦) bekannten östlichen Stadtteil von Iwanuma, wo etwa 8.500 der rund 44.000 Einwohner Iwanumas lebten, führte die Katastrophe zu einem erheblichen Verlust von Eigentum und zu vielen Opfern. Etwa 90 Prozent (in absoluter Zahl: mehr als 1.850) der völlig oder teilweise zerstörten Häuser in Iwanuma befanden sich in Tamaura. 68 Prozent der Häuser im östlichen Iwanuma wurden ganz oder teilweise zerstört. Die Umgebung von Tamaura liegt in der gleichen Landschaft mit Flachküste, Sandstränden, Siedlungen und Reisfeldern wie die vom Tsunami stark betroffene Umgebung von Yuriage (in Natori), ist jedoch weiter landeinwärts gelegen als das küstennah an der Flussmündung des Natori gelegene Yuriage. In Iwanuma lagen dagegen lediglich kleinere „Weiler“ in Küstennähe, so dass die Schäden an Siedlungen in Iwanuma im Vergleich zu Yuriage weniger schwer waren. Anders als Yuriage verfügte Tamaura über einen Küstenschutzwald, doch wurden Kiefern durch den Tsunami entwurzelt, landeinwärts mitgerissen und trugen zur Zerstörung vieler Gebäude bei.

### Opfer
Die Brand- und Katastrophenschutzbehörde (Fire and Disaster Management Agency, FDMA) meldete bis zu ihrem 157. Schadensbericht vom 7. März 2018 auf 186 Tote und einen Vermissten als Opfer der Katastrophe, namentlich des Tsunamis.
Gemessen an der Gesamtbevölkerung Iwanumas, die bei der Volkszählung von 2010 mit 44.187 angegeben worden war, betrug die Opferrate durch die Katastrophe von 2011 rund 0,4 %, auch wenn die von der Wiederaufbaubehörde (Reconstruction Agency, RA) gemeldeten katastrophenbedingten Todesfälle berücksichtigt werden, wodurch sich eine Zahl von 181 Toten und Vermissten ergibt. Mit der gleichen Datengrundlage, aber allein auf das Überflutungsgebiet des Tsunamis in Minamisōma bezogen, das eine Fläche von 29 km² umfasste, ergab sich eine Opferquote von 2,25 %.
| Gebiet in Iwanuma | Todesopfer | Todesopfer | Einwohner | Tsunami                   | Tsunami             | Entfernung zur nächsten Evakuierungsstätte [m] |
| Gebiet in Iwanuma | Rate [%]   | Anzahl     | Einwohner | Max. Überflutungshöhe [m] | Ankunftszeit [min.] | Entfernung zur nächsten Evakuierungsstätte [m] |
| --- | ---------- | ---------- | --------- | ------------------------- | ------------------- | ---------------------------------------------- |
| Nobiru | 2,72       | 40         | 1.473     | 5,92                      | 66                  | 5.921                                          |
| Omagari | 0,98       | 21         | 2.136     | 1,28                      | 66                  | 2.949                                          |
| Yamato | 2,11       | 55         | 2.609     | 1,52                      | 66                  | 1.831                                          |
| Quelle: Gesamtbevölkerung laut Statistics Bureau (統計局) und Director-General for Policy Planning (政策統括官), Volkszählung 2010; Todesopfer laut Brand- und Katastrophenschutzbehörde (消防庁 = Fire and Disaster Management Agency, FDMA); Maximale Überflutungshöhe und Ankunftszeit des Tsunamis laut The 2011 Tohoku Earthquake and Tsunami Joint Survey Group; Entfernung zur nächsten Evakuierungsstätte vom Wohnort laut den Evakuierungsstättendaten der Cabinet Secretariat Civil Protection Portal Site (kokuminhogo.go.jp des Kabinettssekretariat (内閣官房) und den Luftaufnahmen und Karten der Geospatial Information Authority of Japan (GSI) vom Tsunami Damage Mapping Team, Association of Japanese Geographers. |            |            |           |                           |                     |                                                |

### Umsiedlung und Wiederaufbau
Unmittelbar nach der Katastrophe, als die Überlebenden noch in Notunterkünften lebten, verlangten Vertreter der Stadt, dass sie sich zwischen zwei möglichen Arten der Umsiedlung in vorübergehende Unterkünfte entscheiden. Die erste Option bestand in Gruppenumsiedlung, bei der ganze Gemeinschaften in vorgefertigte, provisorische Wohndörfer (kasetsu jutaku, ähnlich den Wohnwagenparks der Federal Emergency Management Agency in den USA) mit Frachtcontainern ähnelnden Behausungen umzog. Die zweite Option bestand in der individuellen Umsiedlung, bei der Einzelpersonen über eine Zufallsauswahl in den öffentlichen Wohnungsbau umgesiedelt wurden, um Wohnungen auf dem offenen Mietmarkt zu suchen oder neue Häuser für sich selbst zu bauen.
Anders als zum Beispiel das benachbarte Natori verfügte Iwanuma weder über aktive Fischereihäfen noch über eine nennenswerte Zahl von in der Fischerei beschäftigten Einwohnern. Dies begünstigte im Gegensatz zu der unentschlossenen Situation in Natori die übereinstimmende und entschiedene Zustimmung der Einwohner Iwanumas, gemeinsam in ein neues Gebiet umzusiedeln, das vergleichsweise weit vom Meer entfernt liegt. Die Entscheidung zur Umsiedlung in ein neues Gebiet in Iwanuma (namentlich Tamaura) wurde von den Einwohnern aller sechs Weiler mitgetragen. Um die sozialen Gemeinschaften intakt zu belassen, wurden die sechs Gemeinschaften im neuen gemeinsamen Siedlungsgebiet jeweils zusammen gruppiert belassen. Einwohner, die sich dazu entschlossen, sich dem gemeinsamen Umsiedlungsprojekt nicht anzuschließen, sollten keinerlei finanzielle Unterstützung für ihre Umsiedlung aus öffentlichen Quellen erhalten. Im August 2012 initiierte Iwanuma ein Umsiedlungsprojekt für die gemeinsame Umsiedlung von Wohnhäusern aus der Küstenregion in das Binnenland. Iwanuma war damit die erste Gemeinde der drei am schwersten vom Tōhoku-Erdbeben und -Tsunami betroffenen Präfekturen Iwate, Miyagi und Fukushima, die ein solches kollektives Umsiedlungsprojekt in die Wege leitete. Geplant war von Iwanuma, 348 Häuser in den 20 Hektar großen Tamaura-Nishi-Bezirk zu verlegen und 156 Sozialbauwohnungen im selben Bezirk zu bauen, die im April 2014 den betroffenen Bürgern zur Verfügung gestellt werden sollten. Für das Projekt wurden zunächst Kosten von 10,8 Milliarden Yen veranschlagt. Das partizipative Igune-ähnliche Wiederaufbaukonzept vom Sommer 2012 wurde mit Stand von November 2012 durch einen drastisch davon abweichenden Entwicklungsplan von Tamaura als dicht besiedeltes Gebiet ersetzt.
Im April 2016 schloss die Stadt Iwanuma den Wohnwagenpark, und alle Bewohner wurden ein zweites Mal in dauerhafte Wohnungen der Stadt verlegt.
Der größte Produktionszweig in Tamaura war die Landwirtschaft, doch waren die meisten der darin Beschäftigten keine Vollzeitlandwirte. Die Hauptanbaufrucht in Tamaura war Reis, zusammen mit kleineren Mengen von Tomaten, Melonen und Gemüse. Obwohl in der Nähe des Flughafens Sendai ein Industriepark existiert, waren viele Betriebe nur Lagerhäuser und trugen daher nicht zur Beschäftigung der Einwohner bei. Der Tsunami hatte eine landwirtschaftliche Nutzfläche von 1.200 Hektar zerstört, 65 Prozent der gesamten landwirtschaftlichen Nutzfläche in Iwanuma. Davon wurden 2012 etwa ein Achtel und 2013 ein Fünftel bewirtschaftet.

## Verkehr
Der Flughafen Sendai befindet sich in den Städten Iwanuma und Natori, die südlich von Sendai gelegen sind.
- Straße:
  - Nationalstraße 4, nach Tokio bzw. Aomori
  - Nationalstraße 6
- Zug:
  - JR Tōhoku-Hauptlinie

## Städtepartnerschaften

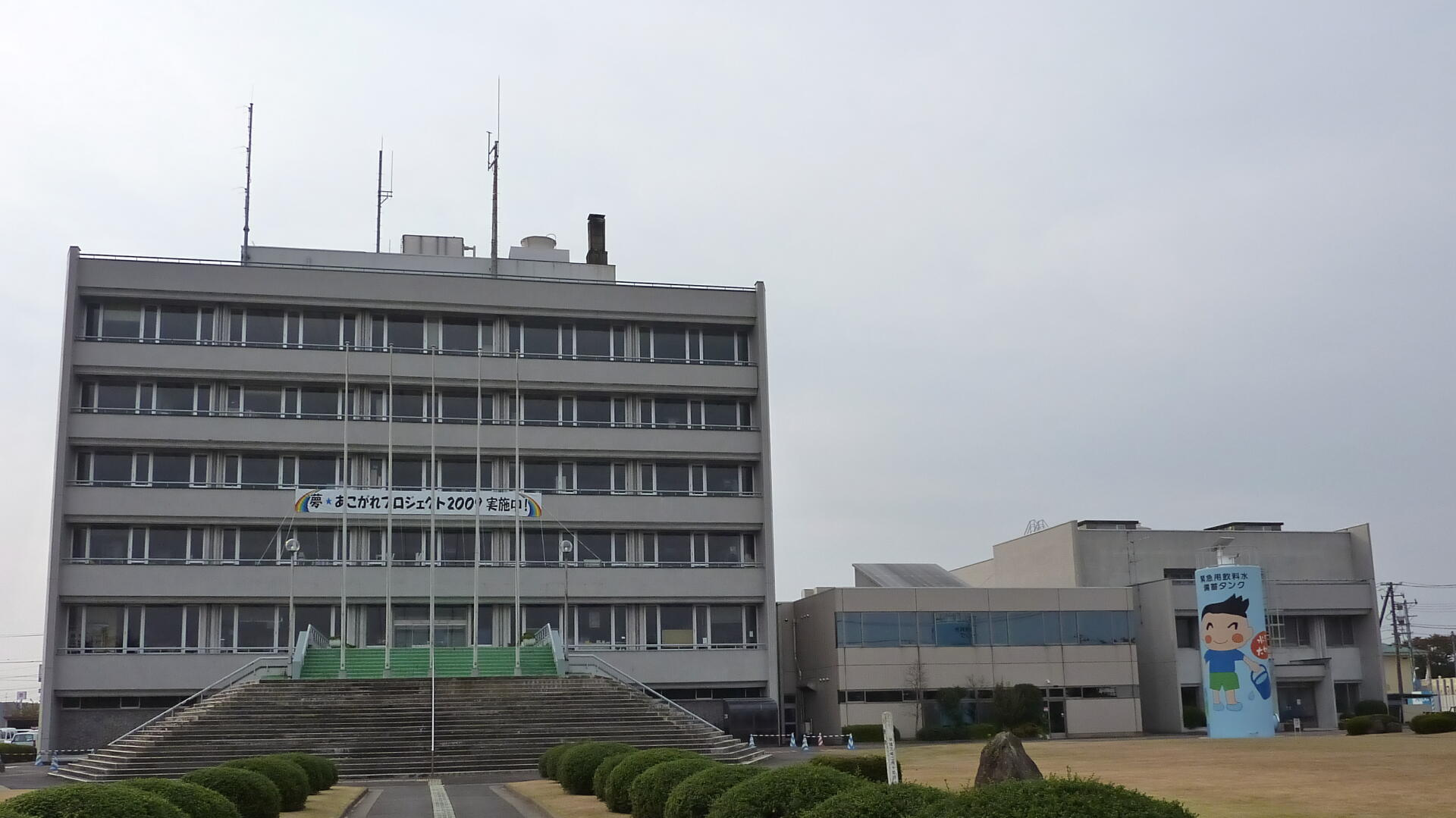
Rathaus von Iwanuma

- Napa, Vereinigte Staaten, seit 1973
- Nankoku, Japan, seit 1973
- Obanazawa, Japan, seit 1999
- Dover, Vereinigte Staaten, seit 2003

## Angrenzende Städte und Gemeinden
- Natori

## Persönlichkeiten
- Kiyoko Ono (1936–2021), Turnerin und Politikerin
- Gōshi Ōkubo (* 1986), Fußballspieler